# Horst Christoph
Horst Christoph war ein deutscher Tischtennisspieler.
Horst Christoph wohnte in Delitzsch und spielte bei dem Verein TTC Rot-Weiß Delitzsch. Bei der Deutschen Meisterschaft 1941 wurde er zusammen mit Willi Kassler Dritter im Herrendoppel. Im gleichen Jahr kämpfte er in Zerbst im Team Mitteldeutschland gegen eine jugoslawische Nationalmannschaft. Gegen deren Weltklassespieler Laci Heksner und Max Marinko gewann er allerdings kein Spiel. In der Rangliste des Sportbereichs 6 (Mitte) (= Gau Magdeburg-Anhalt) stand er 1941 auf Platz eins.
Er übernahm auch organisatorische Aufgaben. So war er seit Februar 1940 Sportwart des Sportbereichs 6 (Mitte).
Nach dem Zweiten Weltkrieg trat er nur noch einmal in Erscheinung, indem er bei der DDR-Meisterschaft 1949 im Mixed mit Astrid Krebsbach das Endspiel erreichte.